# Proclossiana semiisabella
Proclossiana semiisabella är en fjärilsart som beskrevs av Cabeau 1922. Proclossiana semiisabella ingår i släktet Proclossiana och familjen praktfjärilar. Inga underarter finns listade i Catalogue of Life.